# 洛伊莫蘭湖

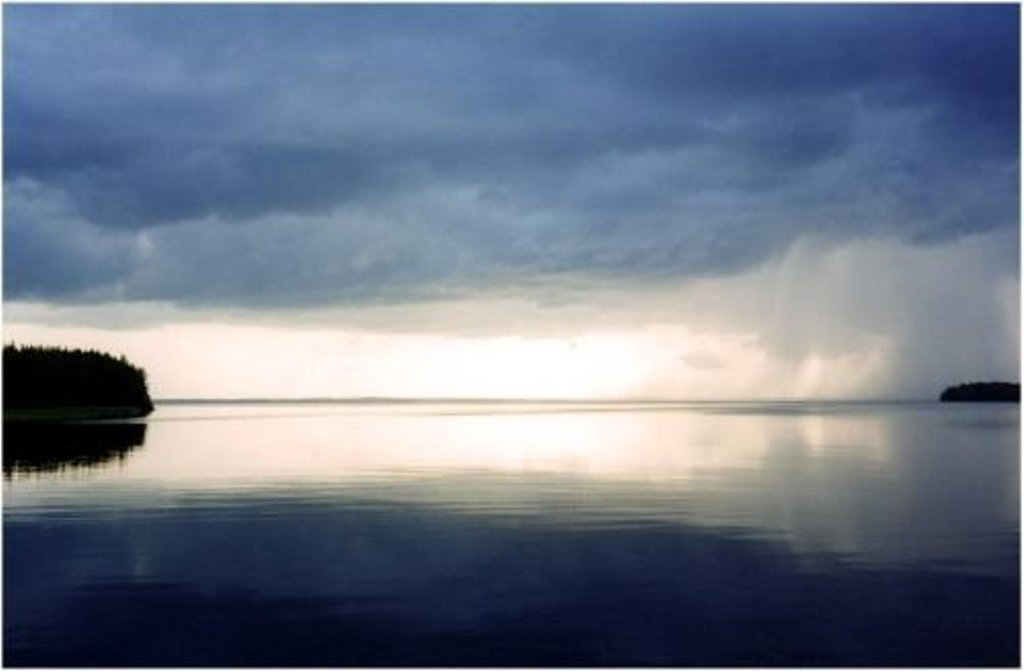

62°0′54″N 31°42′1″E / 62.01500°N 31.70028°E
洛伊莫蘭湖（俄语：Лоймоланъярви），是俄羅斯的湖泊，位於該國西北部，由卡累利阿共和國負責管轄，長8.7公里、寬3.4公里，面積28.3平方公里，海拔高度150米，集水區面積199平方公里，湖岸線長度54.8公里，平均水深5米，最大水深16.8米。